# Feliks Waliszewski
Feliks Waliszewski herbu Leszczyc (zm. po 1526 roku) – stolnik łęczycki w latach 1520–1526.
Poseł województwa łęczyckiego na sejm krakowski 1523 roku i sejm piotrkowski 1523 roku.